# ونتی فر (مجله آمریکایی ۱۹۳۶–۱۹۱۳)

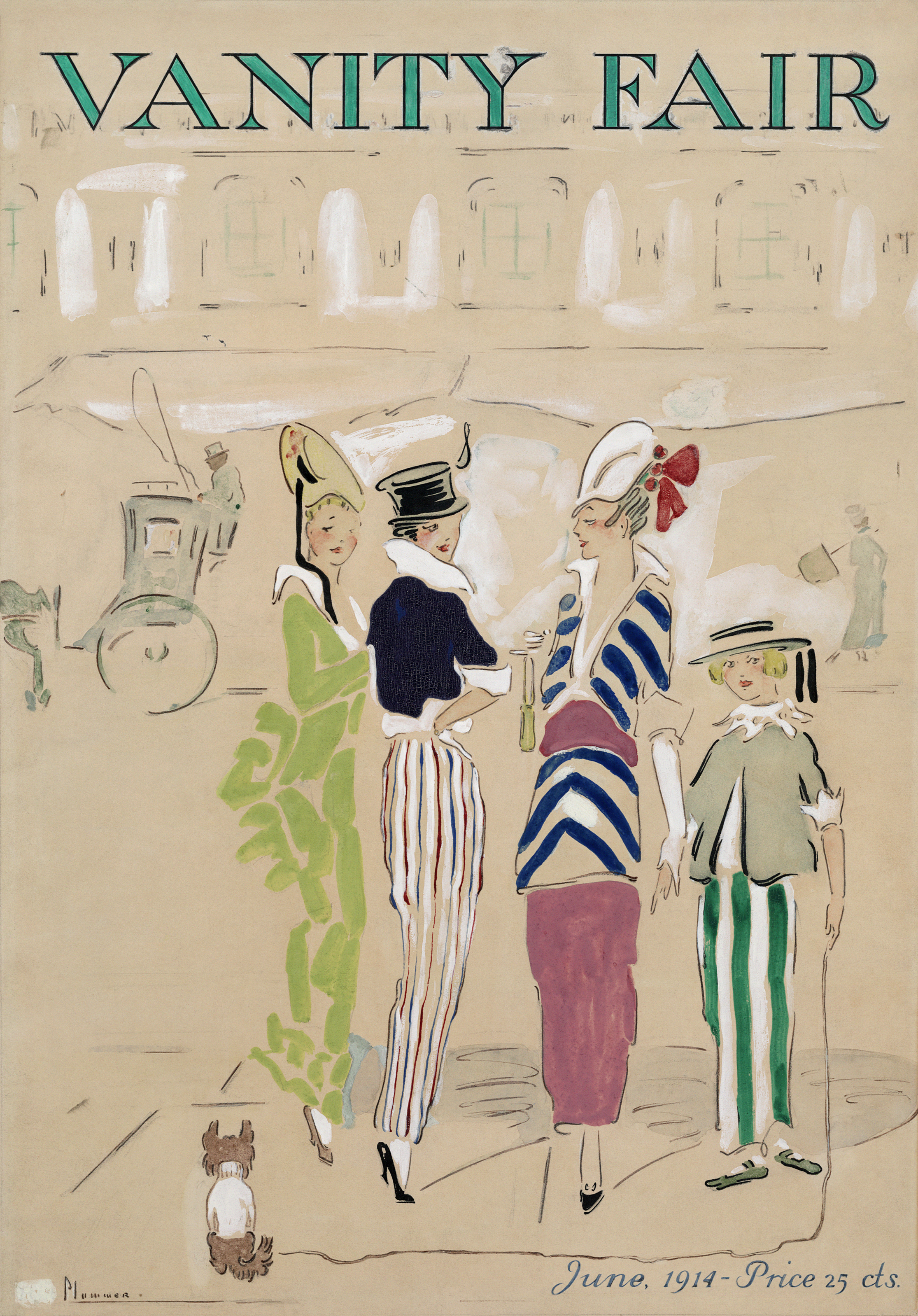
جلد مجلهٔ ونتی فر، شمارهٔ ژوئن ۱۹۱۴ که به صورت دیجیتالی ترمیم شده‌است.

ونتی فر (انگلیسی: Vanity Fair) یک مجله اجتماعی آمریکایی بود که از سال ۱۹۱۳ تا ۱۹۳۶ منتشر می‌شد. این مجله تا زمانی که رکود بزرگ منجر به زیان‌دهی آن شد، بسیار موفق بود و در سال ۱۹۳۶ در مجلهٔ وگ (مجله) ادغام شد. عنوان در دهه ۱۹۸۰، این عنوان دوباره تحت مجلهٔ ونتی فر در دههٔ ۱۹۸۰ میلادی احیا شد. ونتی فر در سال ۱۹۱۵، بیش از هر مجلات دیگری در ایالات متحده آمریکا، تبلیغات منتشر می‌کرد و تا دهه ۱۹۲۰ به رشد خود ادامه داد. آلدوس هاکسلی، تی. اس. الیوت، فرنتس مولنار، گرترود استاین و جونا بارنز در شمارهٔ ژوئیه ۱۹۲۳ مطالبی نوشتند.